# Walter Schellenberg
Walter Friedrich Schellenberg (Saarbrücken, 16 gennaio 1910 – Torino, 31 marzo 1952) è stato un generale e agente segreto tedesco delle SS, vice-comandante della Gestapo.

## Biografia

### Inizi
Walter Schellenberg nacque a Saarbrücken, in Germania, nel 1910. Durante l'occupazione francese della Saarland al termine della prima guerra mondiale, la sua famiglia si trasferì in Lussemburgo a causa della crisi economica in cui versava la Repubblica di Weimar.
Schellenberg frequentò dapprima l'Università di Marburgo, e poi l'Università di Bonn, dove nel 1929 abbandonò gli studi di medicina per intraprendere gli studi forensi.

### Carriera nelle SS
Al termine dei suoi studi entrò nelle SS nel maggio 1933 venendo impegnato in operazioni di controspionaggio. Dopo aver conosciuto Reinhard Heydrich entrò a fare parte del Reichssicherheitshauptamt raggiungendo in poco tempo posizioni di spicco finendo per ottenere il comando dell'Amt VI.
Nel novembre 1939 Schellenberg giocò un ruolo chiave nell'Incidente di Venlo, che si concluse con la cattura di due agenti dello spionaggio inglese, il maggiore Best ed il capitano Stefens. Nel 1940 si occupò della stesura di un elenco di 2.300 personalità britanniche che dovevano essere arrestate non appena la Germania avesse occupato la Gran Bretagna; fu inoltre impegnato in moltissime altre attività di spionaggio, tra cui grande successo ebbe l'attività del Salone Kitty.
Sempre nel 1940 venne inviato in Portogallo con l'obiettivo di catturare il Duca e la Duchessa di Windsor e di persuaderli a lavorare per la Germania; tuttavia la missione fallì e lo stesso Schellenberg sfuggì per un soffio alla cattura da parte degli agenti inglesi.
È considerato uno dei possibili autori del Informationsheft G.B., un libro di informazioni sulla Gran Bretagna da utilizzarsi dopo la prevista invasione.
Nominato SS-Brigadeführer Schellenberg raggiunse sempre più i vertici del centro di potere delle SS, non disdegnando il suo lavoro nei servizi segreti, dando la caccia a una delle principali spie sovietiche durante la guerra.
Negli ultimi mesi del conflitto Schellenberg cercò di persuadere Himmler a raggiungere una pace separata con gli Alleati occidentali sfruttando la mediazione del conte Folke Bernadotte, che egli stesso incontrò personalmente a Stoccolma  nell'aprile del 1945. Venne catturato in Danimarca, nel giugno 1945, mentre stava lavorando al tentativo di concludere una pace separata con gli americani.

### Dal processo ai suoi ultimi giorni
Al Processo di Norimberga, Schellenberg testimoniò contro gli altri imputati nazisti e nel 1949 il tribunale lo condannò a sei anni di carcere; durante tale esperienza scrisse le sue memorie, Il labirinto. Scarcerato nel 1951 a causa delle sue precarie condizioni di salute, si trasferì dapprima in Svizzera e poi a Verbania Pallanza in Italia.
Schellenberg disse di sé stesso di considerarsi una delle più grandi spie della guerra, tralasciando il fatto che la gran parte delle spie tedesche in Inghilterra era stata arrestata o uccisa dalle forze di sicurezza inglesi.
Walther Schellenberg morì di cancro a Torino, nel 1952.